# Взвадское сельское поселение
Взвадское се́льское поселе́ние — муниципальное образование в Старорусском районе Новгородской области Российской Федерации.
Административный центр — деревня Взвад.

## История
Статус и границы сельского поселения установлены Законом Новгородской области от 11 ноября 2005 года № 559-ОЗ «Об административно-территориальном устройстве Новгородской области».

## Население
| 2010 | 2012 | 2013 | 2014 | 2015 | 2016 | 2017 |
| ---- | ---- | ---- | ---- | ---- | ---- | ---- |
| 638  | ↗641 | ↗656 | ↗662 | ↘631 | ↗639 | ↘618 |
| 2021 |      |      |      |      |      |      |
| ↘550 |      |      |      |      |      |      |

## Состав сельского поселения
| № | Населённый пункт | Тип населённого пункта          | Население |
| - | ---------------- | ------------------------------- | --------- |
| 1 | Взвад            | деревня, административный центр | 319       |
| 2 | Корпово          | деревня                         | 82        |
| 3 | Мирогоща         | деревня                         | 4         |
| 4 | Отвидино         | деревня                         | 14        |
| 5 | Подборовка       | деревня                         | 105       |
| 6 | Чертицко         | деревня                         | 114       |